# Coche simón

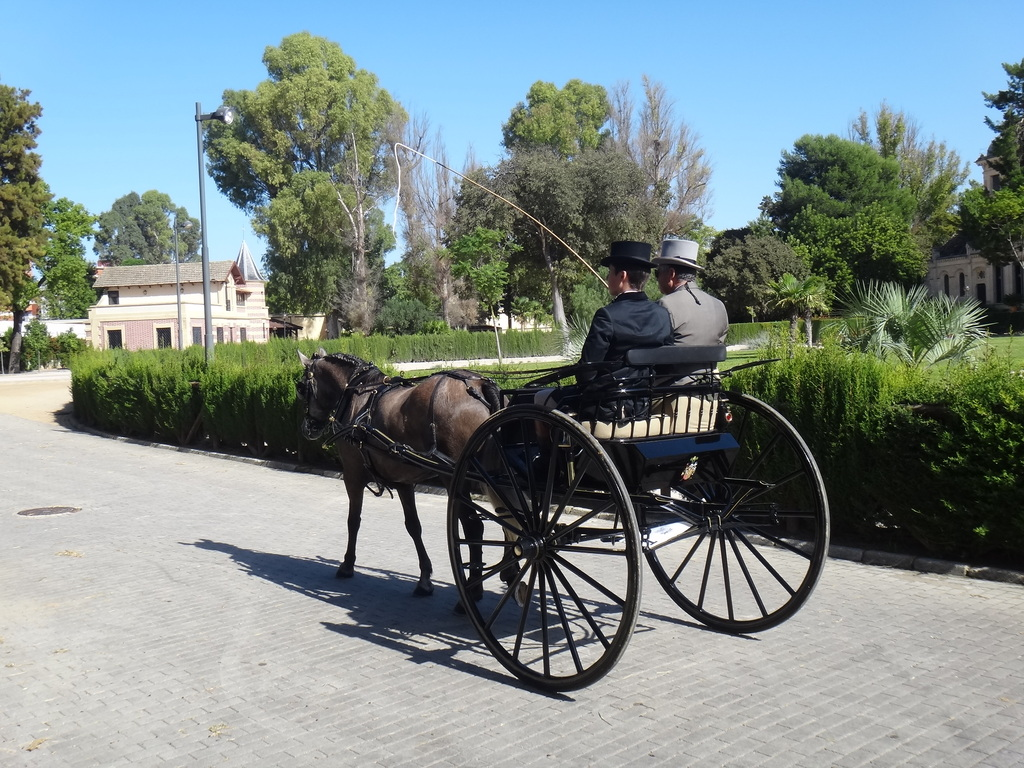
El coche simón era un carruaje que, por regla general, se alquilaba.

El coche simón fue un carruaje diseñado a mediados del siglo XVIII por el español Simón Tomé Santos.
En Madrid se denominaba en el siglo XIX así a cualquier coche de caballos susceptible de ser alquilado para transporte de personas por espacio de medio día. Comenzó siendo un medio de transporte sencillo, para el pueblo medio. Un simón era el transporte preferido por los hombres de negocios y los amantes. Daba servicio a una floreciente clase media. Se fue mezclando la denominación de simón con la de coches de punto o de coches de plaza. A comienzos del siglo XX, con la llegada de los automóviles se fue haciendo popular el taxi, llegando el declive de los simones madrileños.

## Historia
Un error publicado en la edición de La Ilustración Española y Americana de febrero de 1876, atribuye el invento de estos carruajes a Simón González. Corominas en su Diccionario crítico etimológico castellano e hispánico acepta que la denominación proviene de un constructor francés de carruajes, Simón Garrau, que en el año 1772 vivía en Madrid. Simón Tomé Santos, su verdadero inventor, básicamente intuye que para sustituir las carísimas carrozas de la época, las denominadas galeras, o incluso las literas de mano, que eran vehículos que circulaban por Madrid desde época de Felipe II, era adecuado dotar a la ciudad de coches de alquiler que hicieran más asequible el transporte de las personas en una ciudad que crecía en tamaño. 
En el reinado de Fernando VI es cuando comienza el uso de simones. El periodista y escritor Ángel Fernández de los Ríos menciona la concesión real ofrecida para una fábrica con sus cocheras anexas, todas localizadas en el barrio del Pilar. Al poner los vehículos de tracción animal (llamados de colleras) en circulación con dos plazas, dotó a la ciudad de un servicio de alquiler de vehículos asequibles a todas las clases sociales de Madrid. Debido a la prosperidad del negocio de transporte, Simón logró tener una gran ganancia.
A mediados del siglo XIX la denominación de simón se unió a la de los coches de plaza o coches de punto, llamados así porque permitían ser alquilados en puntos o zonas determinadas y en plazas o calles ya conocidas por todos los madrileños. De servicio de alquilar de medio día se pasó a alquiler por carreras o por horas, y luego por pesetas. El servicio se mantuvo hasta poco antes de la Guerra Civil y desapareció con el advenimiento de los vehículos de motor que se denominaron taxis.

## Carruaje en la cultura popular
El escritor costumbrista Ramón de Mesonero Romanos, en su libro Escenas Matritenses, dedica un poema a los simones, que comienza diciendo: «Hay en Madrid un simón que se alquila...». El escritor Benito Pérez Galdós describe estos carruajes como opción de transporte en algunas de sus novelas. Lo mismo Emilia Pardo Bazán (véase, por ejemplo, La cita).